# Marianna De Micheli
Marianna De Micheli (Milano, 6 febbraio 1974) è un'attrice e scrittrice italiana.

## Biografia
Nasce a Milano in una famiglia di artisti, da Gioxe, pittore, e Patricia, indossatrice e poeta; il nonno paterno, Mario, era scrittore e critico d'arte e la nonna Ellis Berri attrice. All'età di dieci anni inizia a studiare recitazione e a 17 anni, dopo un provino sostenuto presso la compagnia del teatro della Tosse di Genova, interpreta il ruolo di Angelica nell'Orlando furioso. L'anno successivo entra nell'Accademia Paolo Grassi di Milano, esperienza che dura tre anni, dopo i quali seguono quindici anni di teatro e qualche esperienza di fiction televisive tra il 1997 e il 2000. Autrice di poesie, nel 2001 a Trieste ha vinto il premio "Pablo Neruda".
Del 2005 è il film E ridendo l'uccise di Florestano Vancini, nel quale veste i panni di Lucrezia Borgia. Nel 2007 assume il ruolo di Carol Grimani nella soap opera CentoVetrine. Grazie a questo ruolo vince la Telegrolla d'Oro come miglior attrice, il 2 febbraio del 2008 a Saint-Vincent. Nel 2016 pubblica il libro Centoboline, in cui racconta della sua navigazione in barca a vela in solitaria con il gatto Jingjok lungo le coste italiane.

### Vita privata
È stata fidanzata con Francesco Pagano, cameraman di Centovetrine, e con il fumettista e velista Davide Besana. Nell'ottobre del 2023 si è sposata con il fotografo torinese Franco Oberto. 

## Teatro
- Il castello degli amanti, di Tonino Conte, regia di Tonino Conte (1992)
- I tarocchi, di Tonino Conte, regia di Tonino Conte (1993)
- Il mondo salvato dai ragazzini, di Elsa Morante, regia di Gabriele Vacis (1994)
- Boxing Molière, di Molière, regia di Giampiero Solari (1995)
- Iliade, di Omero, regia di Armando Punzo (1995)
- Dialoghi degli dei, delle puttane e dei morti, di Luciano di Samosata, regia di Tonino Conte (1995)
- Nei giardini del mito, di Tonino Conte, regia di Tonino Conte (1996)
- Storie di santi, demoni, vergini e angeli, di Tonino Conte, regia di Tonino Conte (1996)
- Il gioco dell'oca, di Claudio Nocera, regia di Tonino Conte (1996)
- Juke box, di Tonino Conte, regia di Tonino Conte (1996)
- La cena delle beffe, di Sem Benelli, regia di Tonino Conte (1996-1997)
- A porte chiuse, di Jean-Paul Sartre, regia di Francesco Micheli (1997)
- La vita è sogno, testi di Pedro Calderón de la Barca, Omero e Miguel de Cervantes, regia di Francesco Tarsi (1997)
- Amore su due ruote, di Michelangelo Pulci, regia di Claudio Nocera (1998)
- Giordano Bruno, di Camilla Corsellini, regia di Emanuele Montagna (1998)
- Medea, di Euripide, regia di Emanuele Montagna (1999)
- Trappola per topi, di Agatha Christie, regia di Guido Ferrarini (1999)
- Thankyoueveryone, di Carlo Gabardini e Andrea Gattinoni, regia di Max Papeschi (1999)
- Lucifero, di Joost van den Vondel, regia di Antonio Syxty (1999)
- Ottavia, di Lucio Anneo Seneca, regia di B. Arena (1999)
- Edipo re, di Sofocle, regia di Gabriele Lavia (2000)
- Sogno di una notte di mezza estate, di William Shakespeare, regia di Francesco Tarsi (2000)
- Odissea, di Omero, regia di Matteo Tarasco (2001)
- Appuntamento a Brindisi, di Hermann Broch, regia di Andrea Di Bari (2001-2002-2003)
- I giganti della montagna, di Luigi Pirandello, regia di Maurizio Panici (2002)
- Pilato sempre, di Giorgio Albertazzi, regia di Armando Pugliese (2002)
- Il mondo di Mister Peters, di Arthur Miller, regia di Enrico Maria Lamanna (2003-2004)
- La lingua pugnalata, di Sergio Basile, regia di Andrea Di Bari (2004)
- Non mi toccare, di Maria Chiara Pizzorno, regia di Massimiliano Gracili (2006)
- Eva Braun, coniugata Hitler, di Luciana Grifi, regia di Sergio Basile (2012)
- Non so se tu sai che lo so, di David Conati, regia di Giorgio Caprile (2023)

## Filmografia

### Cinema
- Condomusic, regia di Elena Gamba - cortometraggio (1995)
- Il guardiano, regia di Enrico Pitzianti - cortometraggio (1998)
- La perdita dell'innocenza (The Loss of Sexual Innocence), regia di Mike Figgis (1999)
- E ridendo l'uccise, regia di Florestano Vancini (2005)
- Da qualche parte in città, regia di Hedy Krissane - cortometraggio (2008)
- Un'insolita vendemmia, regia di Daniele Carnacina - cortometraggio (2013)
- L'ombra del figlio, regia di Fabio Pellegrinelli (2019)
- Un mondo fantastico, regia di Michele Rovini (2022)

### Televisione
- Mamma per caso, regia di Sergio Martino - miniserie TV (1997)
- Giornalisti, regia di Donatella Maiorca e Giulio Manfredonia - serie TV (2000)
- Vivere - serial TV (2002)
- CentoVetrine - serial TV (2006-2016)
- Affari di famiglia, regia di Chris Guidotti e Marco Maccaferri - serie TV (2011)

## Programmi TV
- Baila! (Canale 5, 2011) - concorrente

## Opere letterarie
- Centoboline. Il diario di bordo di un'attrice passata dal set alla navigazione in solitaria (con gatto), Nutrimenti, 2016, ISBN 9788865944578.

## Premi e riconoscimenti
- Concorso teatrale La parola e il gesto, Premio della Critica (2000)
- Grolla d'oro come migliore attrice di soap al premio di San-Vincent per la fiction (2007)
- Premio migliore attrice per Napoli cultural classic (2008)
- Giara D'Argento come miglior conferma (2009)